# Gela Papaszwili
Gela Papaszwili (gruz. გელა პაპაშვილი ; ur. 14 kwietnia 1969) – gruziński zapaśnik walczący w stylu klasycznym. Olimpijczyk z Atlanty 1996, gdzie zajął szóste miejsce w kategorii 48 kg.
Brązowy medalista mistrzostw świata w 1994 i mistrzostw Europy w 1993 roku.